# Шамс аль-Мулюк Исмаил
Шамс аль-Мулюк Исмаил (араб. شمس الملک اسماعیل‎; ок. 1113—1135) — третий буридский эмир Дамаска с 1132 по 1135 год, сын Бури и внук Тугтегина.
В течение своего правления боролся с крестоносцами и Имадеддином Занги, стремившимися захватить земли Дамаска. Жители Дамаска были недовольны жестокостью Исмаила и вводимыми им налогами, вследствие чего он был убит по приказу своей матери.

## Биография

### Происхождение
Исмаил был сыном Бури и Зумурруд-хатун. Отец Бури (Тугтегин) и мать Зуммуруд (Сафват аль-Мулюк) были женаты, для него это был второй брак, для неё третий. Тугтегин был атабеком Дукака, сына Сафват аль-Мулюк от её второго мужа, сельджукского правителя Сирии Тутуша. Благодаря этому Тугтегин стал правителем Дамаска. Не позднее 1112 года Тугтегин и Сафват аль-Мулюк женили сына Тугтегина от первой жены на дочери Сафват аль-Мулюк от первого мужа. Исмаил родился примерно в 1113 году. У Исмаила был брат Махмуд, который имел тех же родителей, брат Дукак, рождённый его матерью от Тутуша и три брата, Севинч, Бахрам-шах и Мухаммед, рождённые его отцу неизвестными женщинами. С. Рансимен и Дж. Альптекин полагали, что Севинч тоже был сыном Зумурруд.

### Начало правления
В 19 лет в 1132 году Исмаил наследовал престол своего отца Бури, который был убит ассасинами. Ибн аль-Каланиси писал о начале правления Исмаила: «он хорошо себя проявил в правлении и поведении, был целеустремлённым в своих делах и тайных помыслах. Он установил справедливость меж своих подданных и щедро одаривал все свои войска и аскары. Он утвердил хозяев фьефов владельцами их земель, а получателей государственного жалованья на их постах, расточая повсюду свою щедрость. Он оставил визиря своего отца в должности и сохранил состав правителей и официальных лиц неизменным».
Замки аль-Лавба и эр-Рас (в Келесирии) были завоёваны Тугтегином и управлялись его командирами. Брат Исмаила Мухаммед, правитель Баальбека, после смерти Бури послал своих доверенных людей, захвативших аль-Лавбу и эр-Рас. Исмаил написал брату, что захват этих замков является враждебным действием, предложил решить этот вопрос миром, и попросил вернуть замки их бывшим комендантам. Мухаммед отклонил это предложение. В сентябре 1132 года Исмаил направился на север, изображая, что идёт в поход против крестоносцев. Но неожиданно он направился к аль-Лабве. Командирам замка ничего не оставалось, как сдать замок Исмаилу. Исмаил оставил в замке отряд и своего командира и двинулся на замок эр-Рас, где повторилось все то же самое. Затем Исмаил двинулся к Баальбеку, чтобы наказать Мухаммеда. У стен крепости отряд Мухаммеда проиграл, многие сторонники Мухаммеда погибли. Окрестности Баальбека захватил Исмаил, а Мухаммед укрылся в цитадели. Понимая, что стены не устоят против катапульт, которые установила армия Исмаила, Мухаммед пообещал Исмаилу подчиниться и попросил о прощении. Исмаил простил его и оставил править Баальбеком, а сам с победой вернулся в ноябре в Дамаск.
Исмаил решил вернуть Банияс, который Тогтегин отдал батинитам, а те передали крестоносцам. 11 декабря атабек осадил город и вскоре захватил и город, и цитадель. Исмаил назначил Ибрагима бен Тургута править городом и 15 декабря с победой вернулся в Дамаск.
Уладив спор с Мухаммедом и захватив Банияс у крестоносцев, Исмаил решил захватить Хаму, ранее захваченную атабеком Мосула и Алеппо Занги. В это время аббасидский халиф аль-Мустаршид Биллах осадил Мосул, и Занги отсутствовал в Сирии. 6 августа 1133 года Исмаил с армией Дамаска прибыл к Хаме. Хама выдержала атаку в первый день, но не смогла выдержать на второй. Жители города обратились к Исмаилу с просьбой сохранить им жизнь, и он её принял. Гарнизон покинул цитадель и сдался.
После захвата Хамы Исмаил прибыл к Шейзару. Он разбил лагерь перед крепостью и разорил её окрестности. Вскоре эмир Шейзара откупился от Исмаила и тот в сентябре вернулся в Дамаск.
Осада Шейзара Исмаилом привлекла внимание крестоносцев к Дамаску. Действия Исмаила заставили иерусалимского короля Фулька отреагировать и в 1134 году он вторгся в Хауран. Исмаил немедленно прибыл туда со своим войском. Между двумя армиями произошло несколько мелких столкновений. Исмаил напал на Акко, Назарет и Тверию, причинив крупный ущерб и захватив много добычи. Это заставило крестоносцев уйти из Хаурана, а Исмаил в октябре-ноябре вернулся в Дамаск.

### Смерть
Исмаил проводил успешную внешнюю политику, но народ его не любил из-за жёсткого управления и высоких налогов, которые он ввёл. Во время охоты 6 февраля он отошёл от своей свиты. Один из мамлюков его деда Тугтегина, Ильба, воспользовался этим и напал на Исмаила. Лошадь атабека была ранена, но он выжил и сумел удержать Ильбу, который был схвачен подоспевшей охраной. Когда Исмаил спросил его о причине нападения, тот ответил, что хотел спасти людей от притеснений. Ильба заявил, что многие желают Исмаилу смерти и назвал имена некоторых охранников атабека и знатных людей Дамаска (вероятно, невиновных). Исмаил приказал убить Ильбу и названных им сообщников. Люди считали большинство казнённых невиновными и роптали, что казни были проведены без расследования. Исмаила же казни не удовлетворили, он подозревал своего брата Севинча, велел арестовать его и уморил голодом в тюрьме. По словам Ибн аль-Каланиси, об атабеке пошли слухи, что «он вёл себя исключительно аморально, совершал запрещённые религией поступки, что свидетельствовало о деградации его ума, был склонен к несправедливости и отступил от ранее характерного для него рвения блюсти интересы веры». Ибн аль-Адим также писал, что «Исмаил ибн Бури всецело погряз во грехе и мерзости, и был чрезмерен во зле, и отстранился от блага веры и внимания к делам мусульман, после того как ранее проявлял о них заботу». Поведение Исмаила вызывало неприязнь даже среди родственников, особенно усиленную убийством Севинча.
Как писал Ибн аль Каланиси, в 1135 году влиятельные жители Дамаска пришли к Зумурруд с жалобой на Исмаила. Среди прочего, его обвиняли, что он хотел передать Дамаск Занги. 30 января 1135 года она дождалась момента, когда её сын «оказался один, и приказала своим слугам убить его без жалости». Другую версию изложил Ибн аль-Адим. По его словам, у Зумурруд и хаджиба (камергера) Исмаила по имени Юсуф бен Фируз была связь. Исмаил узнал об этом и хотел убить любовника матери, а, возможно, Зумурруд и сама не избегла бы наказания. Юсуф сбежал из Дамаска. А она приказала своим охранникам убить Исмаила и присутствовала при убийстве, когда её сын молил о пощаде. Вместо Исмаила Зумурруд посадила на трон своего второго сына, Махмуда.